# Hôn nhân cùng giới ở Slovenia
Hôn nhân cùng giới và cùng nhận con nuôi của các cặp cùng giới hợp pháp tại Slovenia từ ngày 8 tháng 7, 2022.
Slovenia đã công nhận kết hợp dân sự (tiếng Slovenia: partnerska zveza) kể từ ngày 24 tháng 2 năm 2017. Những người này cung cấp cho các đối tác cùng giới tất cả các quyền hợp pháp của các cuộc hôn nhân, ngoại trừ việc áp dụng chung và thụ tinh trong ống nghiệm. Trước đây, Slovenia đã công nhận limited registrirana partnerska skupnost cho các cặp cùng giới từ năm 2006 đến 2017, cho phép các đối tác cùng giới tiếp cận với lương hưu và tài sản của nhau.
Dự luật hợp pháp hóa hôn nhân cùng giới đã được Quốc hội nước này phê duyệt vào ngày 3 tháng 3 năm 2015. Tuy nhiên, nó đã bị từ chối trong một cuộc trưng cầu dân ý vào ngày 20 tháng 12 năm 2015.

## Kết hợp dân sự

### Đạo luật kết hợp dân sự năm 2005
Một luật thiết lập quan hệ đối tác đã được thông qua vào ngày 22 tháng 6 năm 2005, có tiêu đề là Zakon o registraciji istospolne Partnerske skupnosti (ZRIPS). Luật pháp chỉ bao gồm các quan hệ tài sản, quyền/nghĩa vụ hỗ trợ đối tác yếu hơn về mặt xã hội và quyền thừa kế ở một mức độ. Nó không cấp bất kỳ quyền nào trong lĩnh vực an sinh xã hội (bảo hiểm xã hội và y tế, quyền trợ cấp hưu trí) và nó không trao tư cách của người thân cho các đối tác. Việc thông qua luật này đã gây ra một cuộc tranh luận chính trị tại Quốc hội, với các đại biểu của Đảng Quốc gia Slovenia phản đối việc công nhận các đối tác cùng giới. Đảng Dân chủ Xã hội và Đảng Tự do đối lập, cho rằng luật được đề xuất là quá yếu, đã từ chối tham gia bỏ phiếu, rời khỏi phòng. Cuộc bỏ phiếu đã thành công với 44 phiếu thuận và 3 phiếu chống.
Một dự luật hợp tác được đăng ký toàn diện hơn đã thông qua lần đọc đầu tiên tại Quốc hội vào tháng 7 năm 2004, nhưng đã bị Quốc hội bác bỏ trong lần đọc thứ hai vào tháng 3 năm 2005. Dự luật sẽ quy định tất cả các quyền vốn có đối với hôn nhân ngoài quyền nhận con nuôi chung.
Vào ngày 31 tháng 3 năm 2005, Chính phủ đã đề xuất một dự luật hợp tác mới, được mô tả ở trên, cung cấp quyền truy cập vào lương hưu và tài sản. Nó được thông qua vào tháng 6 năm 2005, được công bố trên công báo vào ngày 8 tháng 7 năm 2005 và có hiệu lực vào ngày 23 tháng 7 năm 2006.
Vào ngày 2 tháng 7 năm 2009, Tòa án Hiến pháp thấy rằng việc vi phạm các đối tác đã đăng ký thừa kế tài sản của nhau là vi hiến. Nó cho rằng đối xử với các đối tác đã đăng ký khác với các đối tác kết hôn đã cấu thành sự phân biệt đối xử trên cơ sở khuynh hướng tình dục, vi phạm Điều 14 của Hiến pháp tiếng Slovenia. Nó đã cho Quốc hội sáu tháng để khắc phục tình hình. Đáp lại, Bộ trưởng Bộ Nội vụ, Katarina Kresal (LDS), tuyên bố Chính phủ sẽ chuẩn bị một luật mới, sẽ hợp pháp hóa hôn nhân cùng giới. [8] Điều này gây ra một cuộc tranh cãi đáng kể trong công chúng.
Việc đăng ký Đạo luật hợp tác cùng giới năm 2005 đã bị bãi bỏ sau khi thông qua Đạo luật hợp tác năm 2016 và ngừng hoạt động vào ngày 24 tháng 8 năm 2017.